# Meb Keflezighi
Mebrahtom "Meb" Keflezighi (Asmara, 5 de maio de 1975) é um fundista norte-americano, medalha de prata na maratona de Atenas 2004 e vencedor das mataronas de Nova York e Boston.
"Meb" e sua família eram refugiados da Eritreia – onde ele vivia com mais dez irmãos e os pais numa vila sem eletricidade e seus irmãos mais velhos se escondiam nas matas da região para evitar serem convocados para a guerra que o país travava com a Etiópia – que chegaram aos Estados Unidos via Itália quando ele tinha 12 anos. Diferente de outros atletas que assumem a cidadania norte-americana apenas por razões esportivas e já adultos com carreira pelos países em que nasceram, ele imigrou para o país ainda criança e tornou-se cidadão americano em 1998, aos 23 anos, quando ainda cursava a UCLA, no ano de sua formatura. Em sua vida esportiva universitária, ele conquistou diversos títulos nos 10.000 m e 5.000 m em pista e em provas cross-country.
Em 2004 ele conquistou a medalha de prata na maratona olímpica de Atenas, em 2:11:29, chegando exatamente à frente do brasileiro Vanderlei Cordeiro de Lima, que liderava a prova até 7 km do final quando foi empurrado para fora da estrada pelo pastor irlandês Cornelius Horan. "Meb" não participou de Pequim 2008, pois teve câimbras na panturrilha da perna e luxou o osso direito do quadril durante a disputa da seletiva americana da maratona para os Jogos, chegando apenas em 8º lugar. Nesta mesma seletiva, seu amigo e companheiro de treinamentos Ryan Shay morreu de um ataque cardíaco durante a prova.
Ele voltou em grande forma às maratonas em 2009 vencendo a Maratona de Nova York, com então sua melhor marca pessoal na distância, 2:09:15, sendo o primeiro norte-americano a vencer ali desde 1982. Em janeiro de 2012, venceu a seletiva americana para a maratona de Londres 2012, abaixando sua melhor marca pessoal para 2:09:08, e nestes Jogos chegou em 4º lugar, deixando de ganhar uma nova medalha olímpica por apenas uma posição.
Meb venceu a Maratona de Boston de 2014, conseguindo seu recorde pessoal – 2:08:37 – e pondo fim a um hiato de 31 anos sem que corredores norte-americanos vencessem a mais tradicional maratona dos Estados Unidos e do mundo.